# Clostera inversa
Clostera inversa är en fjärilsart som beskrevs av Alpheus Spring Packard 1864. Clostera inversa ingår i släktet Clostera och familjen tandspinnare. Inga underarter finns listade i Catalogue of Life.